# Máriakálnok
Máriakálnok (in tedesco: Gahling ) è un comune di 1 508 abitanti situato nella contea di Győr-Moson-Sopron, nell'Ungheria nordoccidentale.

## Posizione
Màriakálnok è un antico luogo di pellegrinaggio, uno dei più famosi insediamenti di Szigetköz. Si trova a 5 km a est di Mosonmagyaróvár. Mosonmagyarór è stato collegato al fiume Mosoni-Duna dal 1928 con un ponte di ferro. La strada di collegamento che collega la strada principale di Szigetköz è parte integrante della regione economica e turistica di Szigetköz. A causa del traffico merci più piccolo, il traffico di biciclette è condotto in modo sicuro su una strada ciclabile già su questo tratto.
Nel 1950 il villaggio fu attaccato da Halászi a Máriakálnok, che però ha fatto parte di Halászi dal 1976.

## Società

### Evoluzione demografica
Grafico dell'evoluzione demografica di Tollos tra il 1990 e il 2009

Grafico dell'evoluzione demografica di Tollos tra il 2010 e il 2018

██ Magiari (ungheresi) (81%)
██ Tedeschi (7,9%)
██ Slovacchi (2,3%)
██ Sconosciuta (0,7%)
██ Rumeni (0,3%)
██ Rom (Roma) (0,2%)
██ Croati (0,1%)
██ Serbi (0,1%)
██ Ucraini (0,1%)
██ Altri (7,3%)
Secondo il censimento del 2011, il villaggio di Máriakálnok aveva 1 717 abitanti. In termini di etnia, la maggior parte delle persone (81%) sono magiari (ungheresi), con una minoranza di tedeschi (7,9%), slovacchi (2,3%), rumeni (9,3%), rom (Roma) (0,2%), croati, serbi e ucraini (0,1%). L'affiliazioneone etnica è sconosciuta per lo 0,7% della popolazione.
██ Cattolici Romani (52,8%)
██ Sconosciuta (28,3%)
██ Atei (13,9%)
██ Protestanti (2,2%)
██ Luterani (1,7%)
██ Altri (0,6%)
██ Cattolici Greci (0,4%)
██ Altri (0,099999999999994%)
In termini di religiosi, la maggior parte dei residenti (52,8%) sono cattolici romani, c'è una minoranza di atei (13,9%), protestanti (2,2%), luterani (1,7%) e gli cattolici greci (0,4%). Per il 28,3% della popolazione, l'appartenenza confessionale è sconosciuta (non ha commentato).

## Galleria d'immagini

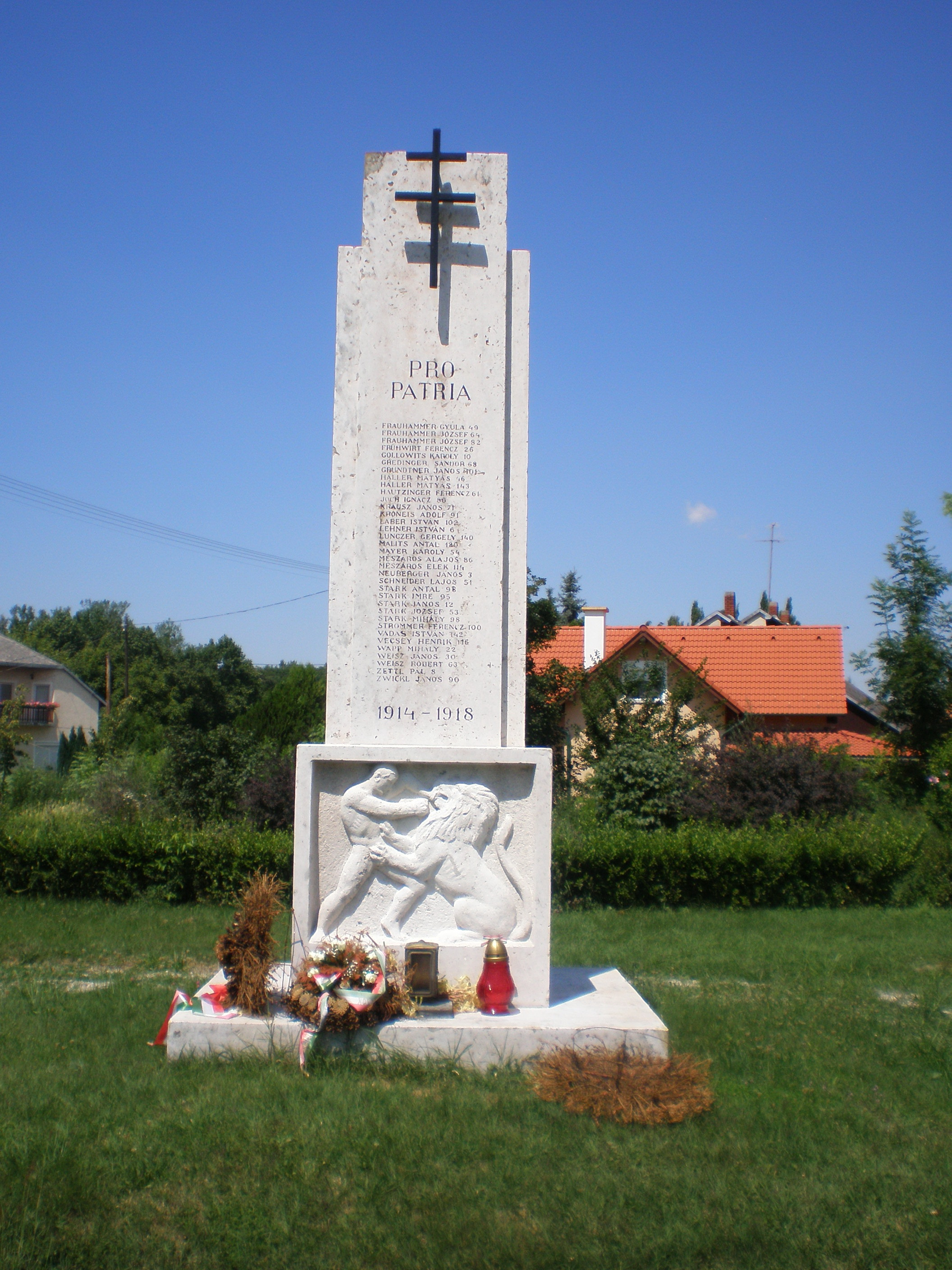
Il primo memoriale della prima guerra mondiale
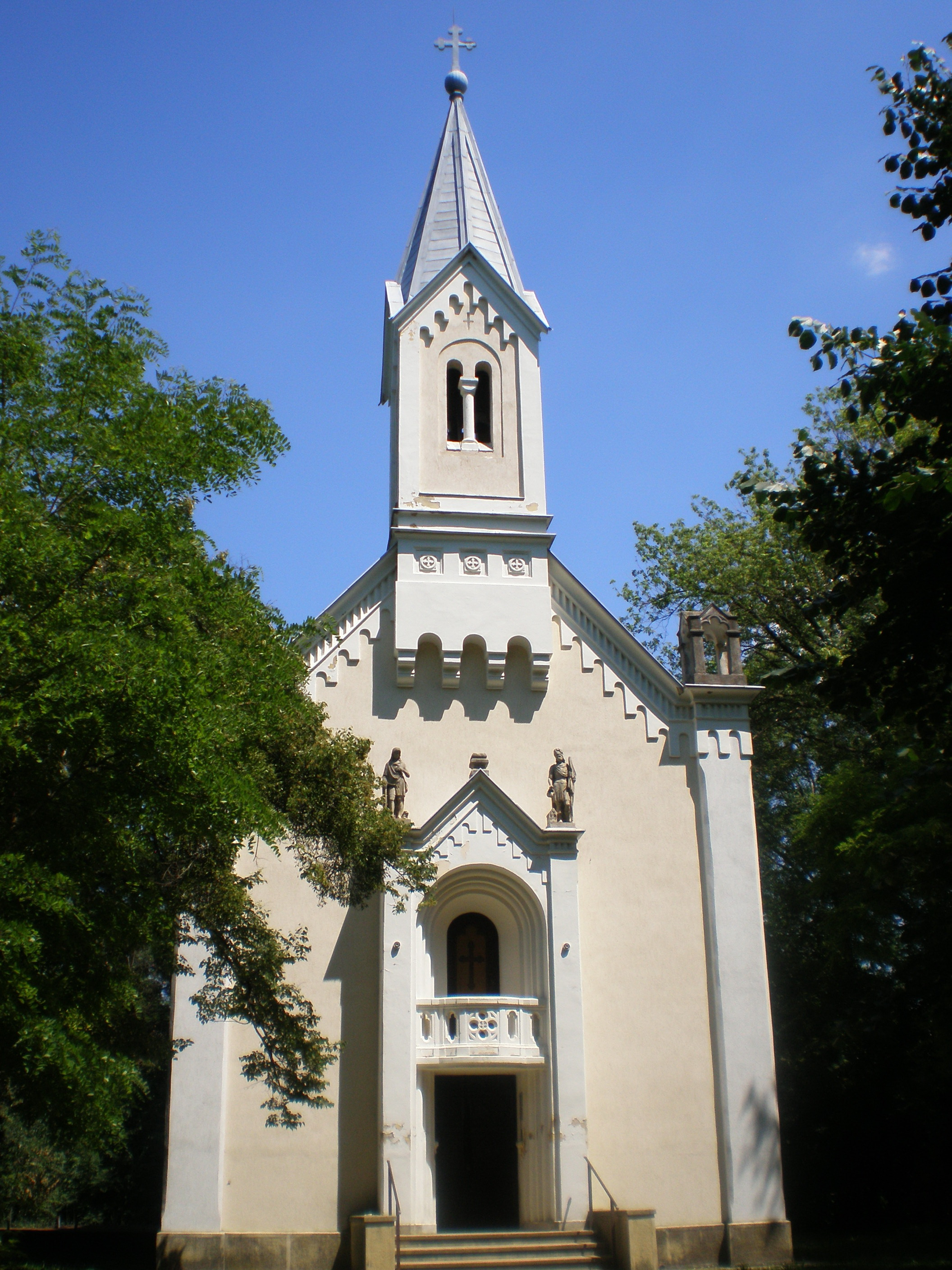
La Cappella della Beata Vergine di Sarlós
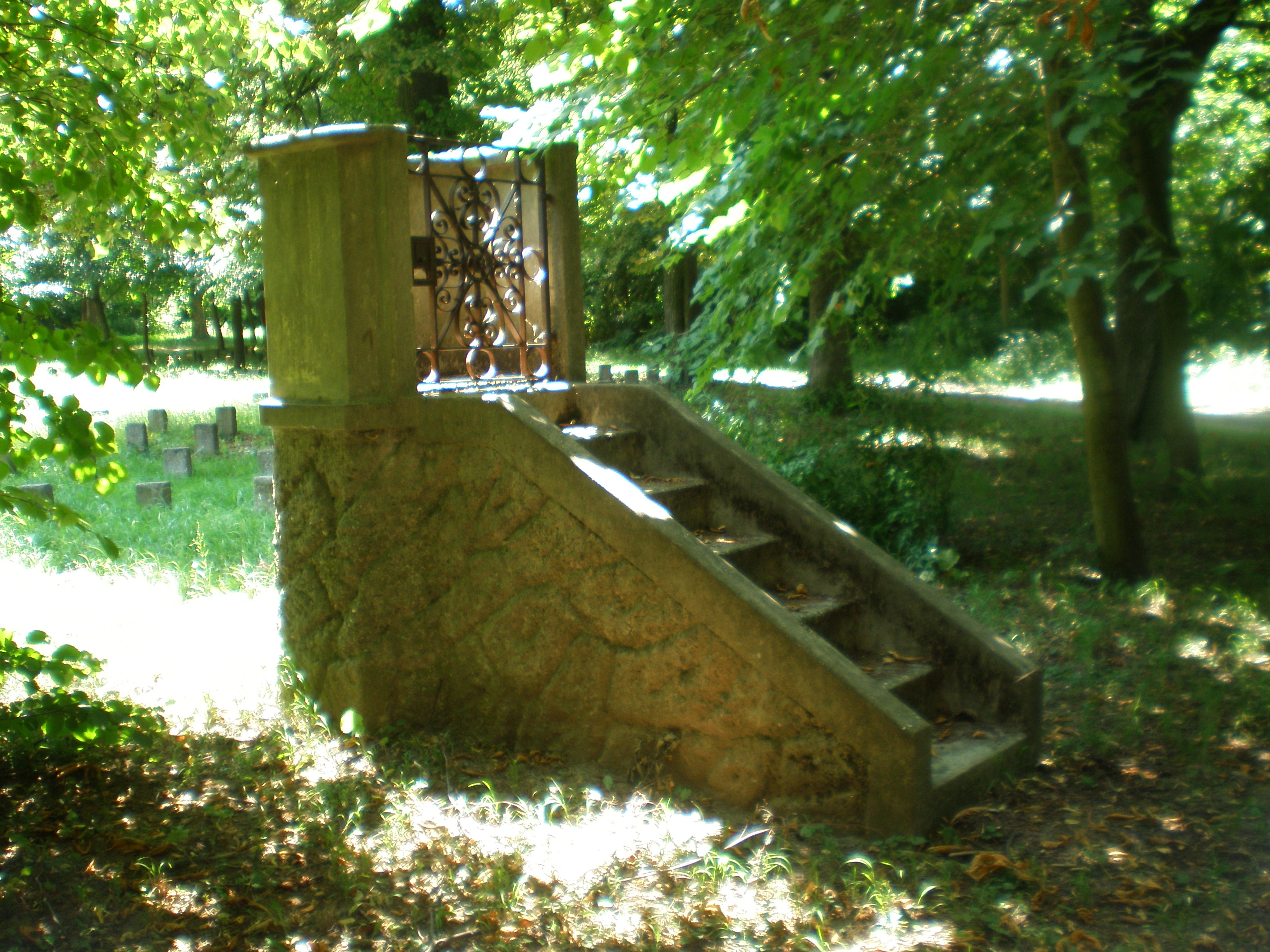
Pulpito vicino alla cappella
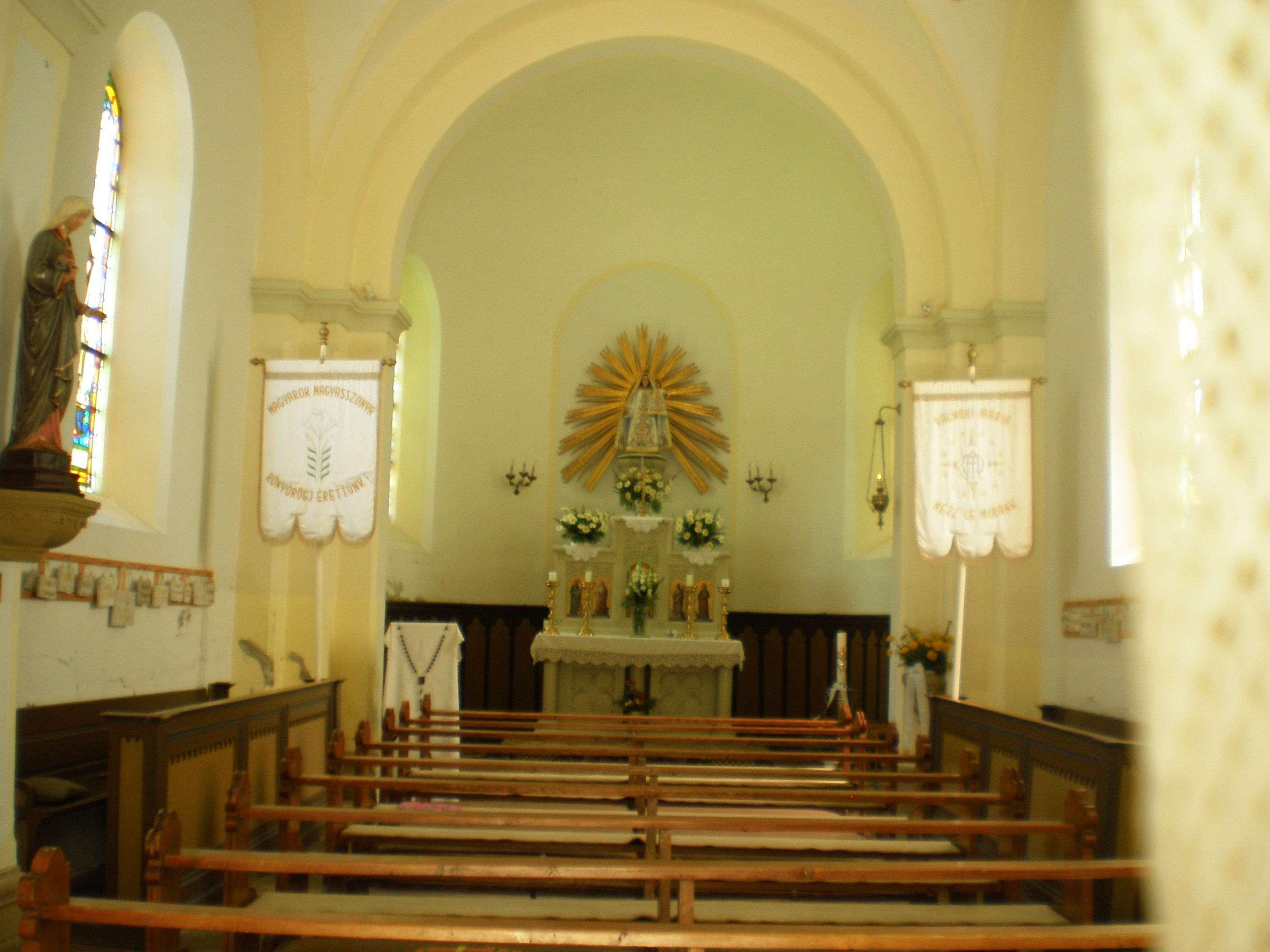
Cappella della Beata Vergine di Sarlós dall'interno
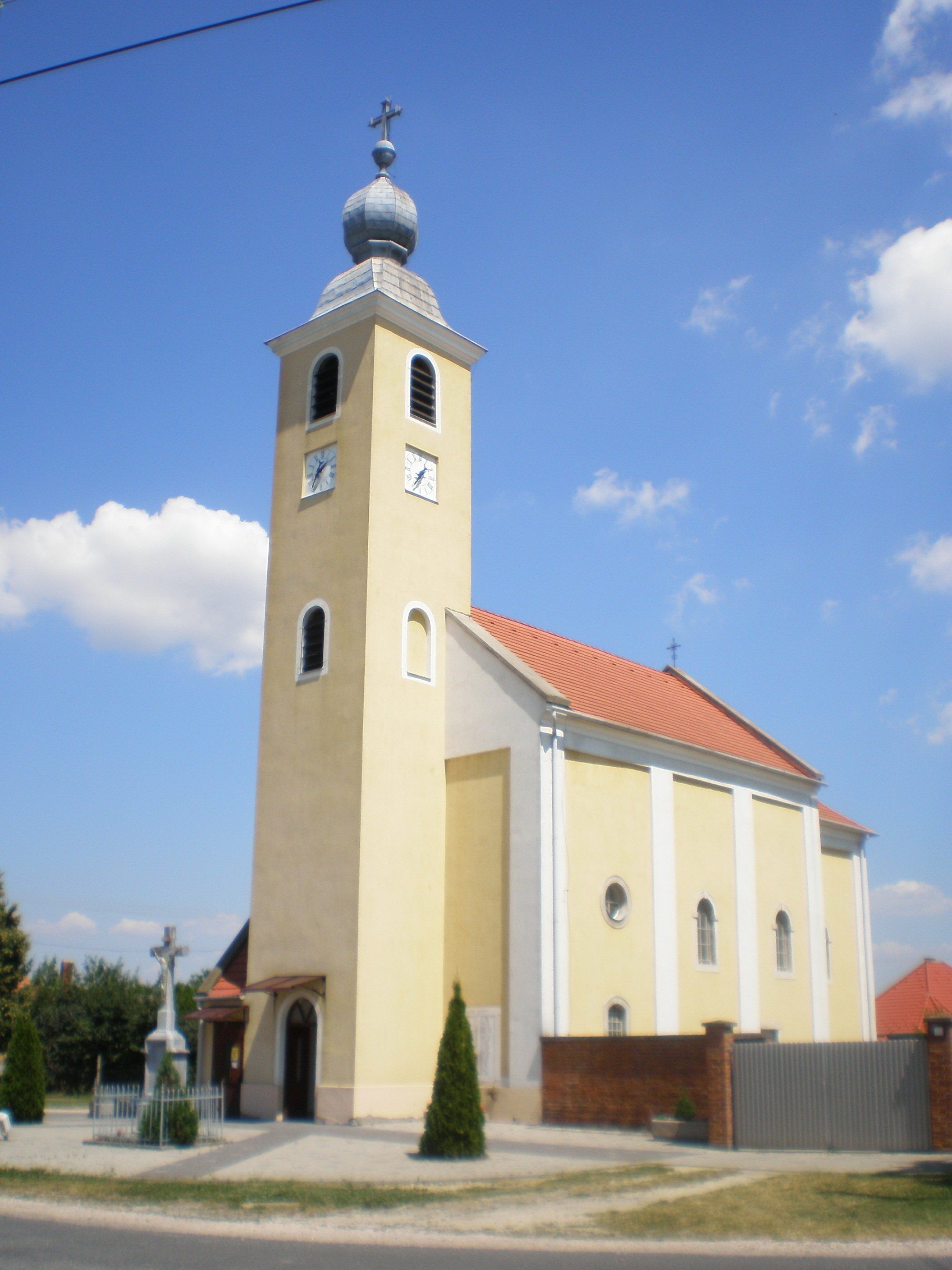
La Chiesa cattolica
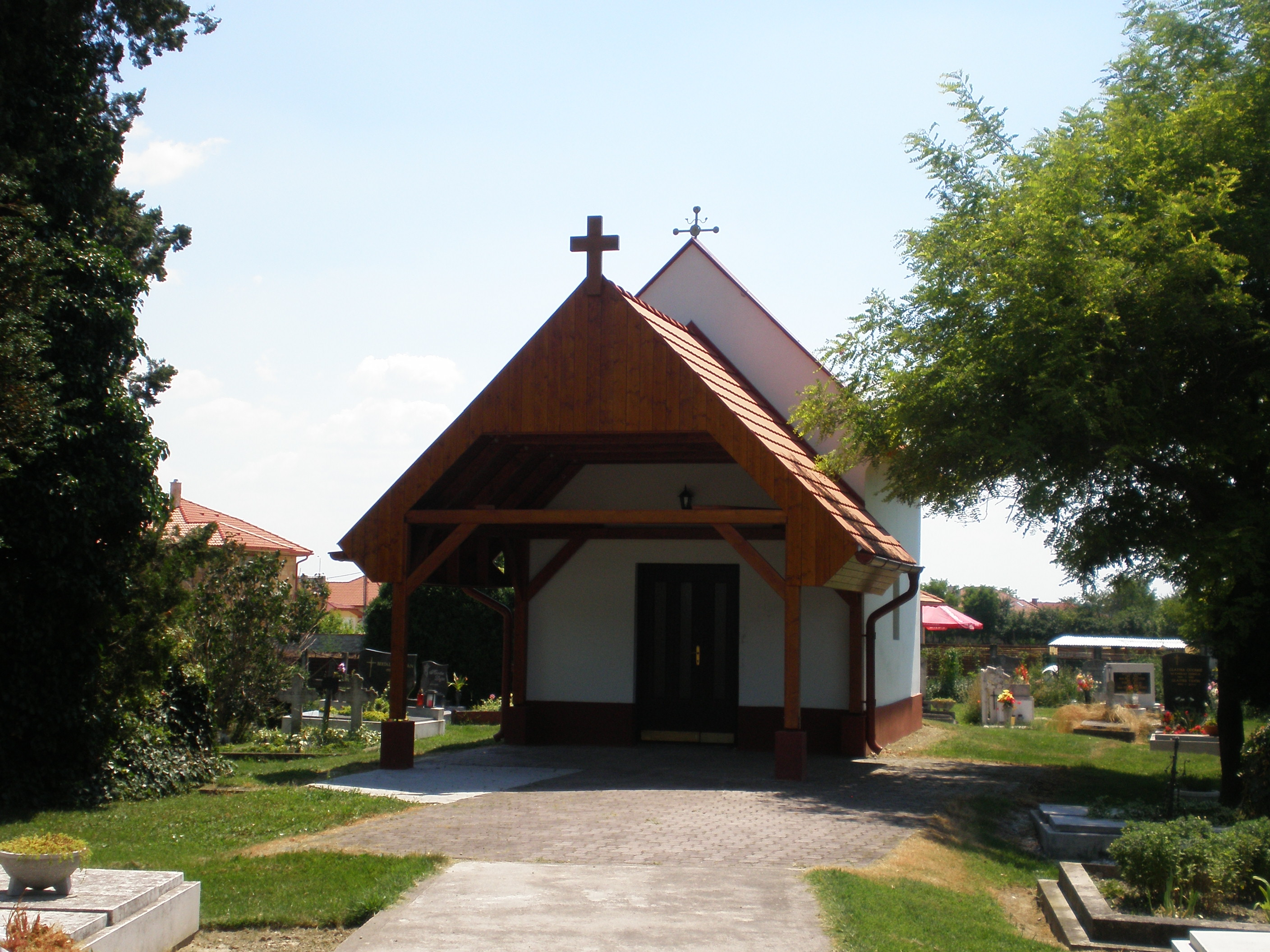
Pompe funebri
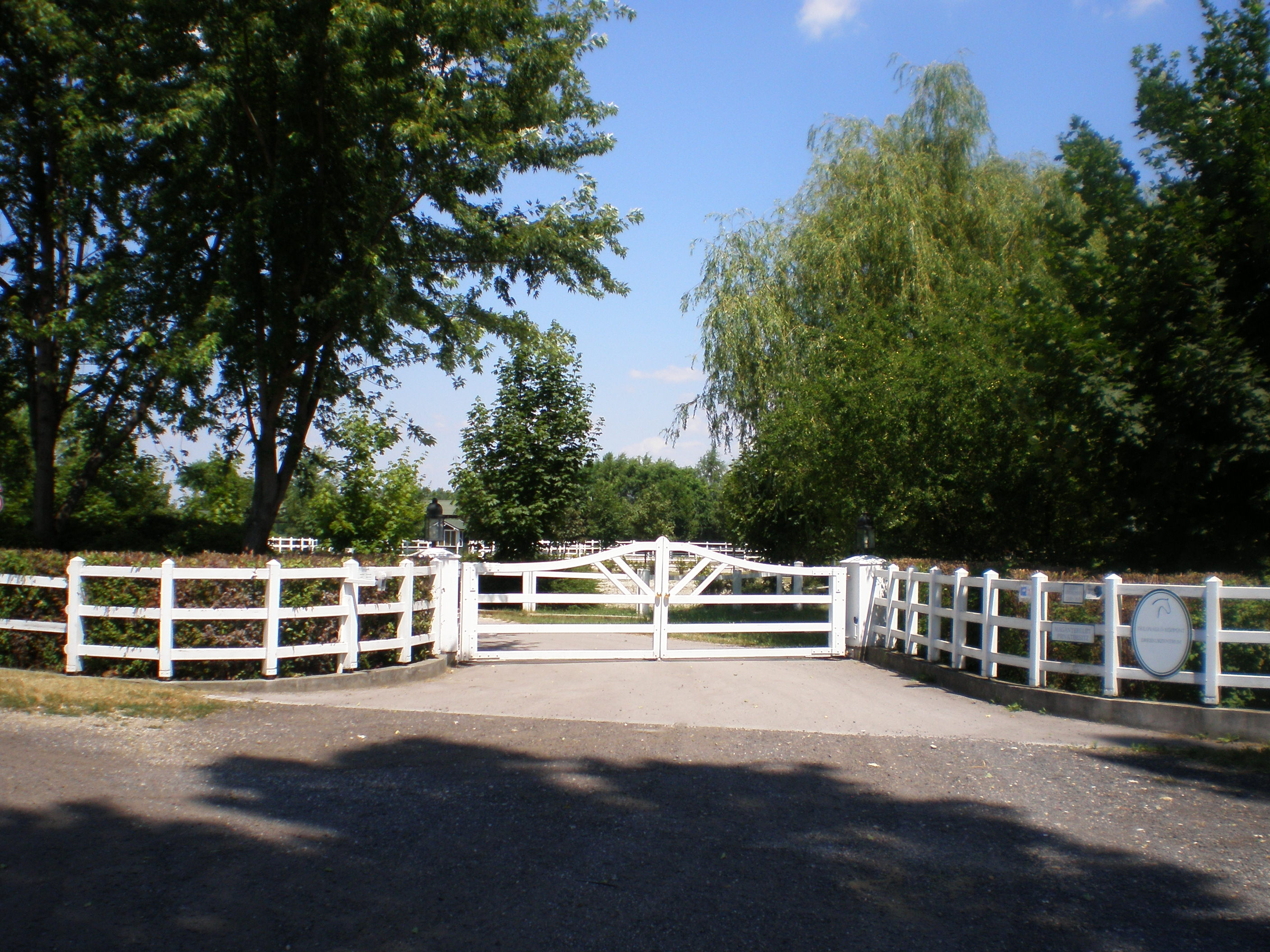
Centro di dressage
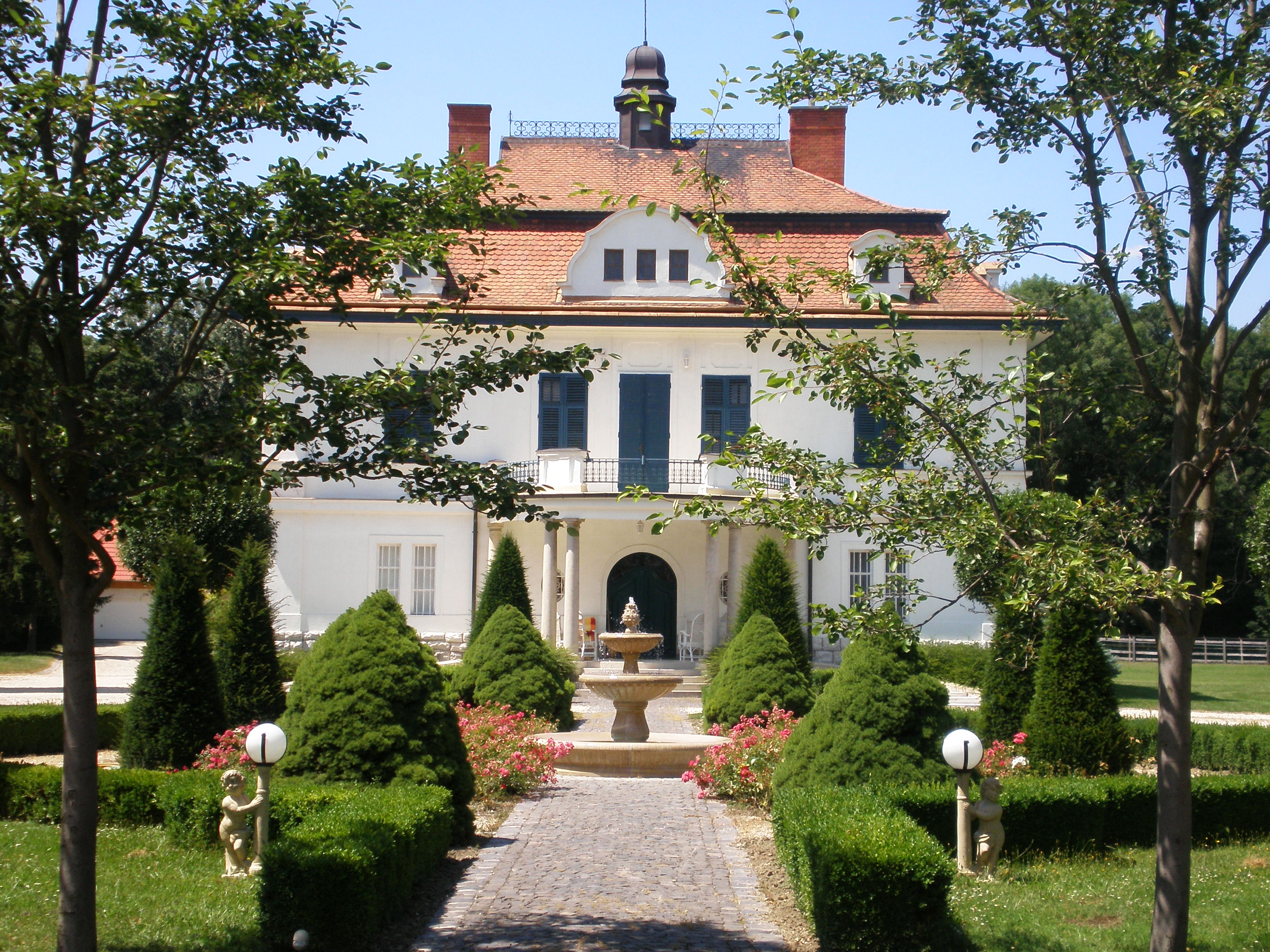
Il castello di Marsowszky